# 覺文郁
覺文郁（1962年—），雲林縣口湖鄉人，國立臺灣大學機械工程系終身特聘教授，曾任國立虎尾科技大學校長，工具機與精密機械領域學者，專長為光電檢測、工具機檢測及奈米平台相關技術開發。擁有超過150項專利，發表超過300篇學術論文，並完成60餘項技術移轉，其研發的五軸光學式精度量測系統為全球首創非接觸式工具機精度檢測儀器。
覺文郁1983年畢業於國立台北工專機械工程科，後赴英國曼徹斯特大學深造，分別於1988年取得碩士學位，並於1992年獲得機械製造博士學位。1992年加入國立雲林工專自動化工程科任副教授，2013年出任國立虎尾科技大學第五任校長，2021年受聘為國立台灣大學機械工程系終身特聘教授。

## 獎項
- 第28屆東元獎 (2021)
- 教育部國家產業大師獎 (2020)
- 中華民國自動化學會會士 (2020)
- 科技部 (中華民國)傑出研究獎 (2017、2014)
- 日本公益財團工作機械技術振興財團論文賞 (2016)
- 台灣機械工業同業公會機械工業產學貢獻獎 (2016)
- 經濟部國家發明獎金牌獎 (2013、2004)
- 中國工程師學會傑出工程教授獎 (2006)

## 研究
覺文郁博士領導的智能感測與數位製造實驗室（Intelligent Sensing and Digital Manufacturing Lab）位於國立臺灣大學機械系館324室。實驗室專注於智慧製造與精密量測領域，致力於開發先進的技術與系統，以提升製造業的自動化與智慧化。過去十年中，累積研究經費超過新臺幣6億元。
其實驗室近期研究領域包括：
- 多軸CNC自主化精密檢測校正技術：開發多軸數控機床的自動化精密檢測與校正技術，提升加工精度與效率。
- 異質設備通訊與AI邊緣運算技術開發：研究不同類型設備之間的通訊協定，結合人工智慧邊緣運算，實現設備間的智能協同與即時數據處理。
- CNC精密組裝線數位化管理應用技術開發：推動數位化技術在CNC精密組裝線上的應用，實現生產流程的智能監控與管理。
- CNC加工設備防護技術：研發先進的防護技術，確保CNC加工設備在運行過程中的安全性與穩定性。
- AI加工品質異常檢知：利用人工智慧技術，實時檢測加工過程中的品質異常，確保產品品質。
- CNC刀具壽命管理技術：開發刀具壽命預測與管理系統，優化刀具使用，降低生產成本。

此外，覺文郁博士主導的5G智慧製造旗艦團隊，結合國內產學研20家相關單位與業者，共同推動CNC工具機產業的數位轉型與雲端加值服務，取得亮眼成果。透過這些研究與合作，實驗室不僅在學術領域取得重要突破，亦為產業界提供了關鍵技術支持，推動臺灣製造業邁向智慧化與數位化。
其近期所主持之較大型計劃涵蓋智慧製造、工業物聯網、虛實整合等領域：
- 經濟部產學研旗艦團隊計畫 - 應用 5G 工業物聯網推動 CNC 工具機產業數位轉型與雲端加值服務計畫（2021–2025）
- 科技部虛實整合專案計畫 - 開發動態數位雙生系統建立航太虛實工廠聚落（2021 年 6 月–2025 年 5 月）
- 科技部發展智慧製造及半導體先進製程資安實測場域專案計畫 - 金屬加工產業智慧製造場域資安演練升級計畫（2020 年 12 月–2024 年 11 月）
- 科技部特約研究計畫 - 六自由度光學式自動校正系統與線上狀態評估研究應用於多關節機械手臂（2020 年 8 月–2023 年 7 月）
- 科技部先進製造專案計畫 - 運用 IIOT 智能感測技術建構金屬加工產業生態系（2019 年 11 月–2021 年 8 月）
- 科技部國際產學聯盟計畫 - 航太加工供應鏈與前瞻製造聯盟（2017 年 9 月–2020 年 8 月）
- 科技部新型態產學研鏈結計畫 - 價創計畫：嶄新航太智慧製造系統與 TurnKey 解決方案，應用於鋁合金機翼結構（2017 年 5 月–2018 年 4 月）
- 經濟部產學研旗艦團隊計畫 - 工具機產學研智慧製造技術價值創造與落實應用計畫（2016 年 6 月–2020 年 5 月）

### 腳註
1. 1 2 3  . wen-yuh-jywe.github.io.   [2025-02-12] （中文（臺灣））.
2. ↑  
人物速寫─虎科大校長覺文郁「搞飛機」 打造雲林航太中心 （页面存档备份，存于） 自由時報 2017-12-18
3. ↑  工商時報. . 工商時報.   [2025-02-12] （中文（臺灣））.
4. ↑  . www.me.ntu.edu.tw.   [2025-02-12].
5. ↑  中時新聞網. . 中時新聞網. 2023-03-08  [2025-02-12] （中文（臺灣））.

### 外部連結
- 虎科大攜手台灣三菱　打造智慧機械人才 2018-02-22
- 國立虎尾科技大學覺文郁校長訪問四所俄羅斯傑出大學 進行國際產學連結合作的破冰之旅 （页面存档备份，存于）
- 虎科大航空特色新校區動土 李縣長盼帶動虎尾新城發展 2017-07-27
- 投資10億 全台最大 虎科大民航育成基地今動工 （页面存档备份，存于） 2017-07-26